# ستنلوس
استنلس (به انگلیسی: Sthenelus) در اسطوره‌های یونان، پسر پرسئوس و آندرومده است.
با نیکیپه دختر پلوپس ازدواج کرد و صاحب سه فرزند به نام‌های ائوروستئوس، آلکیونه و مدوسا شد. پس از آن‌که برادرش آلکتروئون به دست آمفیتروئون کشته شد، حکومت موکنای را تصاحب کرد و آمفیتروئون را به تبعید فرستاد. سپس حکومت بخشی از قلمرو خود را به برادرهای همسرش، آترئوس و توئستس سپرد.